# Дітріх Клаггес
Дітріх Клаггес (нім. Dietrich Klagges; 1 лютого 1891 — 12 листопада 1971) — німецький державний діяч, обергруппенфюрер СС (30 січня 1942). Був відомий під псевдонімом Рудольф Берг (нім. Rudolf Berg).

## Біографія
За професією — вчитель середньої школи. Учасник Першої світової війни. В 1925 році вступив у НСДАП (квиток №7 646). Після перемоги нацистів на виборах в Брауншвейгу в 1931 році призначений міністром внутрішніх справ і народної освіти Брауншвейгу. В лютому 1933 року призначив Адольфа Гітлера представником Брауншвейгу в Берліні в ранзі урядового рангу, що дало тому можливість автоматично отримати німецьке громадянство. З 1933 року — депутат брауншвейзького ландтагу, з липня 1933 року — рейхстагу. З 9 травня 1933 по 12 квітня 1945 року — міністр-президент Брауншвейгу. Член СС (посвідчення №154 006). З 1937 року — член контрольної ради концерну «Герман Герінг». Після війни заарештований і в 1950 році засуджений до довічного ув'язнення. В 1952 році вирок зменшили до 15 років. В 1957 році звільнений.

## Нагороди
- Нагрудний знак «За поранення» в чорному
- Цивільний знак СС (№116 668)
- Почесний громадянин численних міст, включаючи Брауншвейг (1933), Бад-Гарцбург і Вольфенбюттель (1940)
- Золотий партійний знак НСДАП
- Почесний кут старих бійців (лютий 1934)
- Почесний хрест ветерана війни з мечами
- Йольський свічник (16 грудня 1935)
- Почесна шпага рейхсфюрера СС
- Кільце «Мертва голова»
- Німецький кінний знак в бронзі та сріблі
- Золотий почесний знак Гітлер'югенду з дубовим листям
- Медаль «За вислугу років у НСДАП» в бронзі та сріблі (15 років)
- Почесний кинджал СС з автографом Генріха Гіммлера (1 лютого 1941)
- Хрест Воєнних заслуг 2-го і 1-го класу

## Вшанування
29 червня 1933 року був заснований новий район Брауншвейга, який назвали містом Дітріха Клаггеса (нім. Dietrich-Klagges-Stadt). Після другої світової війни район перейменували на Гартенштадт.